# Dun Aengus
Dun Aengus ou Dun Aonghus (Dún Aonghasa en irlandais) se situe sur Inis Mór, une des Îles d'Aran, au nord-ouest de l'Irlande.
Attraction touristique populaire, Dun Aengus est un site archéologique important, qui offre un panorama spectaculaire. Dun Aengus a été appelé « le monument barbare le plus magnifique d'Europe ».

## Étymologie
Le nom de Dún Aengus signifie « le fort d'Aengus », dun signifie « forteresse » en gaélique.
Dans la mythologie celtique irlandaise, Aengus ou Oengus est un dieu solaire fils du Dagda. Ce nom pourrait avoir été celui du chef des Fir Bolg réfugiés dans l'île après leur défaite dans la guerre qui les opposa aux Tuatha Dé Danann selon le Lebor Gabála Érenn.

## Histoire
La date de la construction n'est pas connue, probablement de l'âge du fer ou de la fin de l’âge du bronze (début du dernier millénaire av. J.-C.). L'historien irlandais Thomas Francis O'Rahilly a supputé que le fort fut construit pendant le IIe siècle av. J.-C. par les Fir Bolg après la conquête du Connacht par les Lagins. À l'origine, ce fut probablement un ringfort — un fort en anneau — circulaire, bâti à plusieurs centaines de mètres de la côte, sa situation précaire actuelle étant le résultat de plusieurs siècles d'érosion marine.
Les murs de Dun Aengus ont été reconstruits à une hauteur de 6 m, avec des chemins de ronde, des salles et des escaliers. L'usage du mortier permet de distinguer aisément la restauration de la construction originelle. 

## Forme et fonction
Le fort se compose d'une quadruple enceinte en pierres sèches, le mur le plus interne enserrant un espace de quatre hectares. Certaines parties de la maçonnerie subsistante font quatre mètres de hauteur. Comme une partie de la falaise et du fort s'est depuis effondrée dans la mer, on ne sait pas si la forme originelle était ovale ou en forme de D. À l'extérieur du troisième mur d'enceinte, de très nombreuses pierres dressées, bien conservées, forment des chevaux de frise, dont le rôle défensif était d’empêcher les attaques d’assaillants, principalement de cavaliers. Il y a aussi à l'intérieur des ruines une énorme dalle rectangulaire, dont la fonction nous demeure inconnue. Étonnamment vaste pour une ruine préhistorique, le mur le plus externe enferme une surface d'environ 6 hectares. Bien que d'apparence nettement défensive, l'emplacement particulier de Dun Aengus suggère que son usage premier était religieux et cérémoniel plutôt que militaire. Il peut avoir été utilisé par les druides pour des rites saisonniers, comportant des feux cérémoniels, visibles depuis la côte irlandaise. L'emplacement procure aussi une vue sur pas moins de 120 km de côtes, ce qui pouvait permettre de contrôler une importante voie commerciale côtière.
Il existe un petit musée illustrant l'histoire du fort et ses fonctions possibles. Il y a également à proximité une tombe néolithique et un centre du patrimoine exposant une chaumière et une distillerie illégale de Poitín.

## Galerie de photos

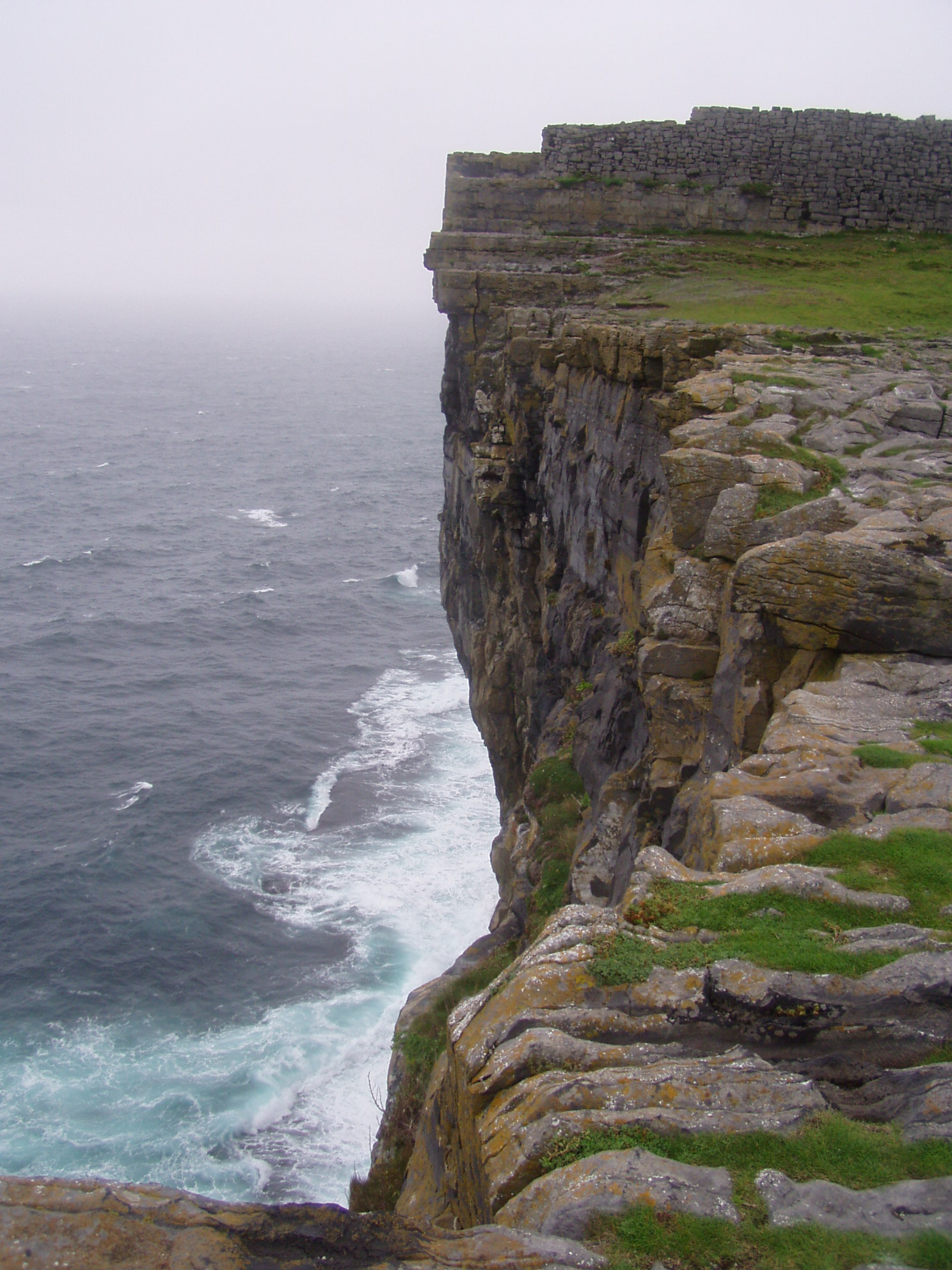
Falaises de Dún Aengus.
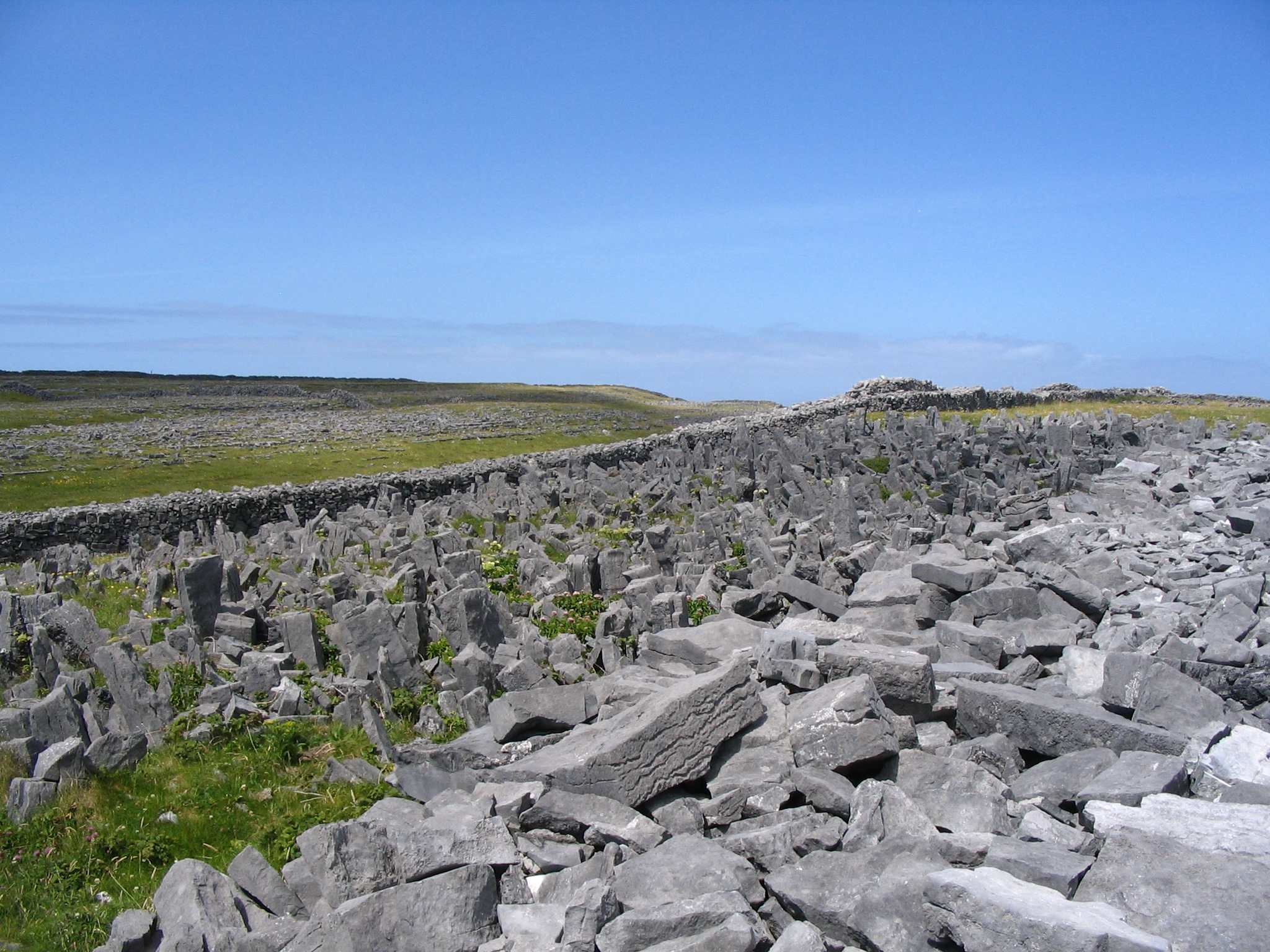
Chevaux de frise autour du fort.
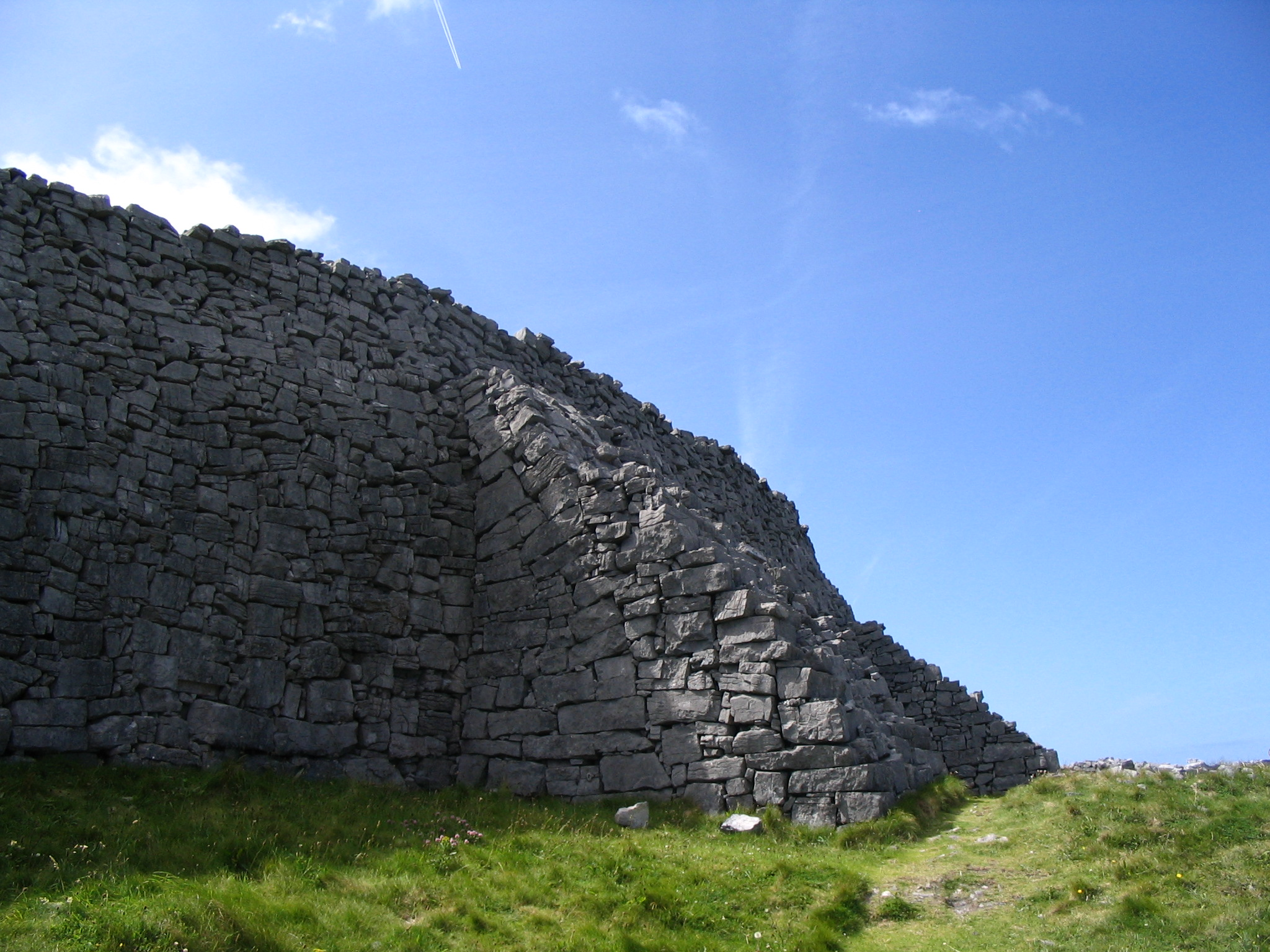
Mur de l'enceinte intérieure.
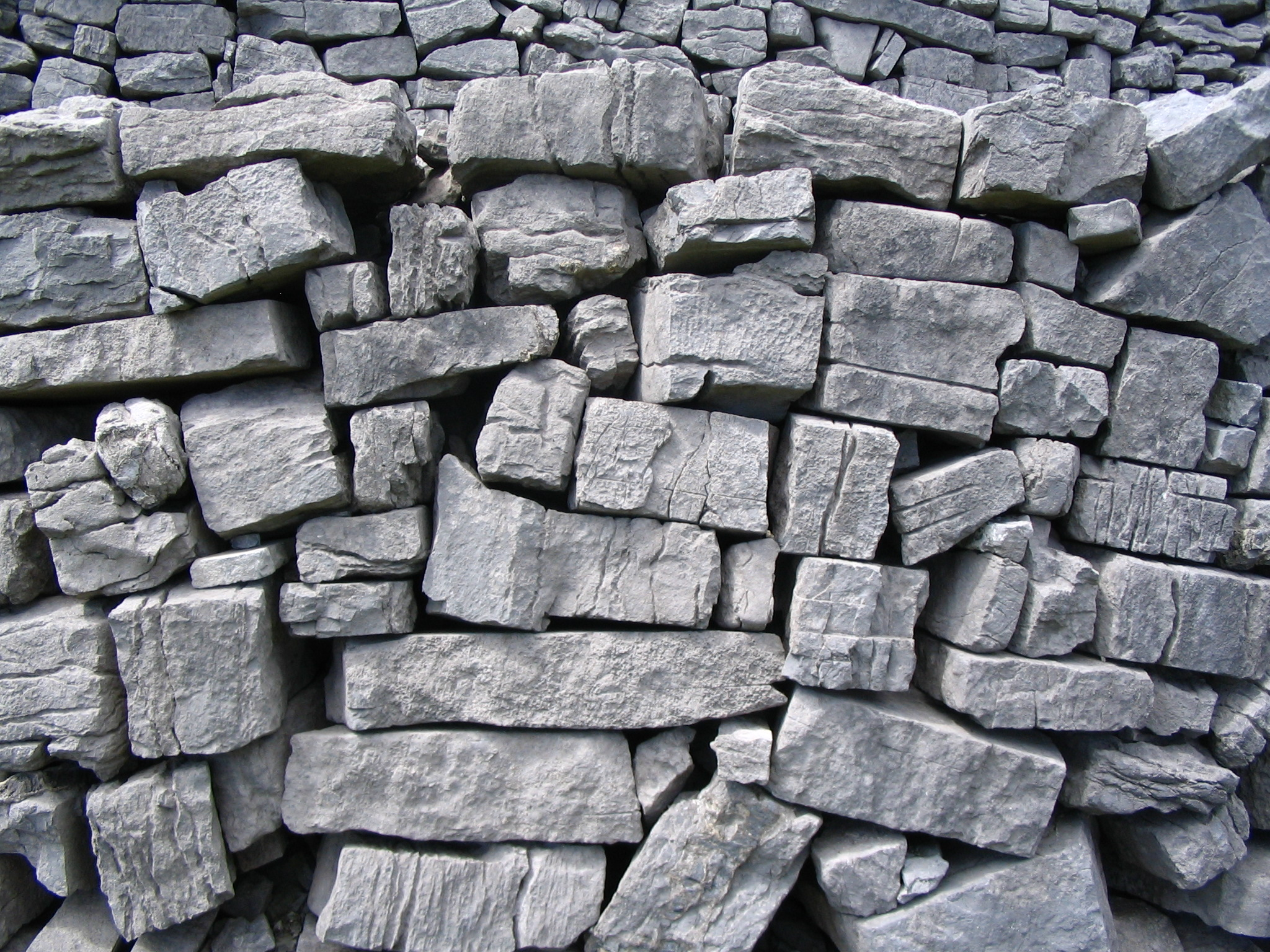
Maçonnerie de pierres sèches.
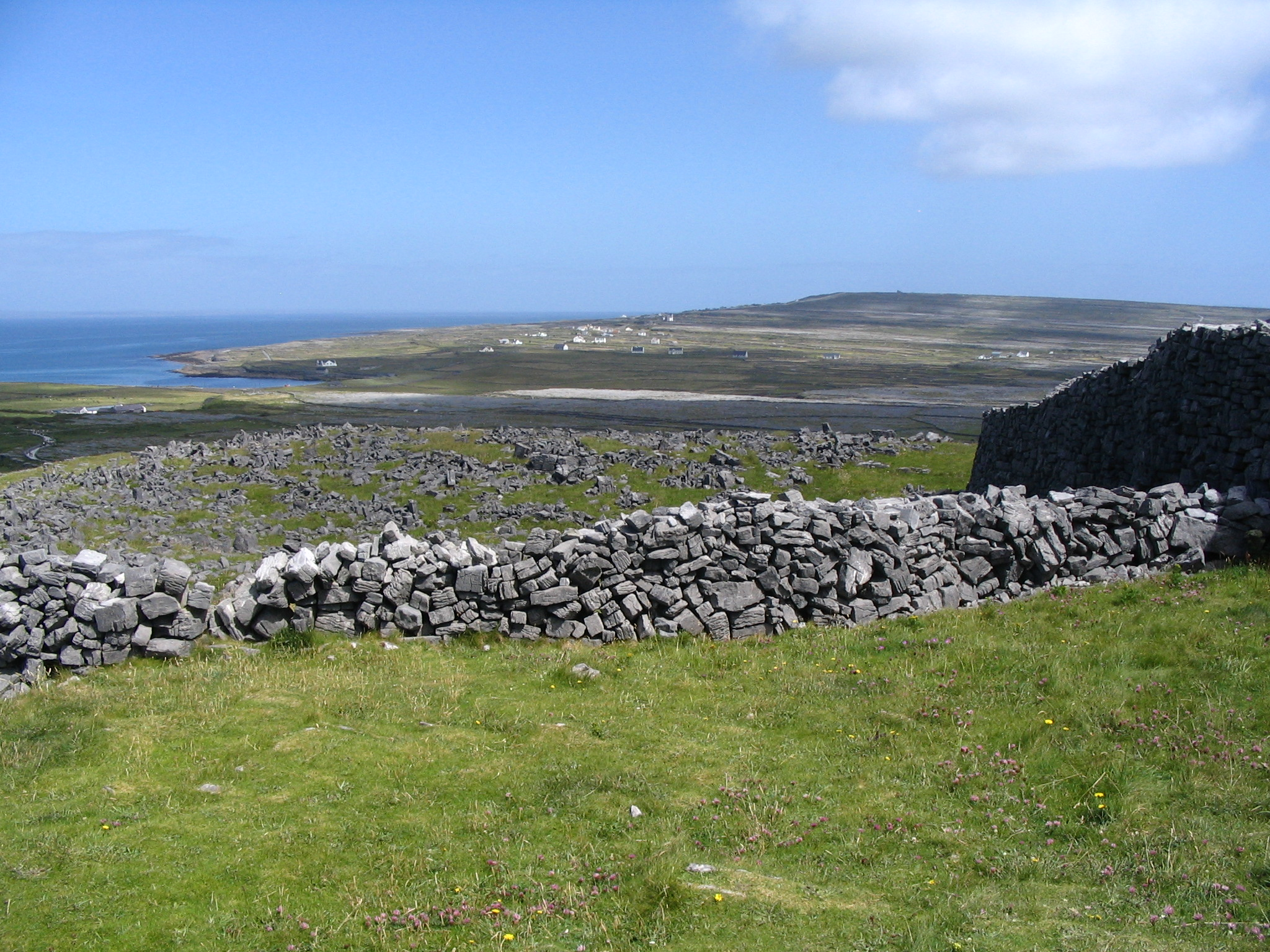
Vue du centre de l'île depuis Dún Aengus.
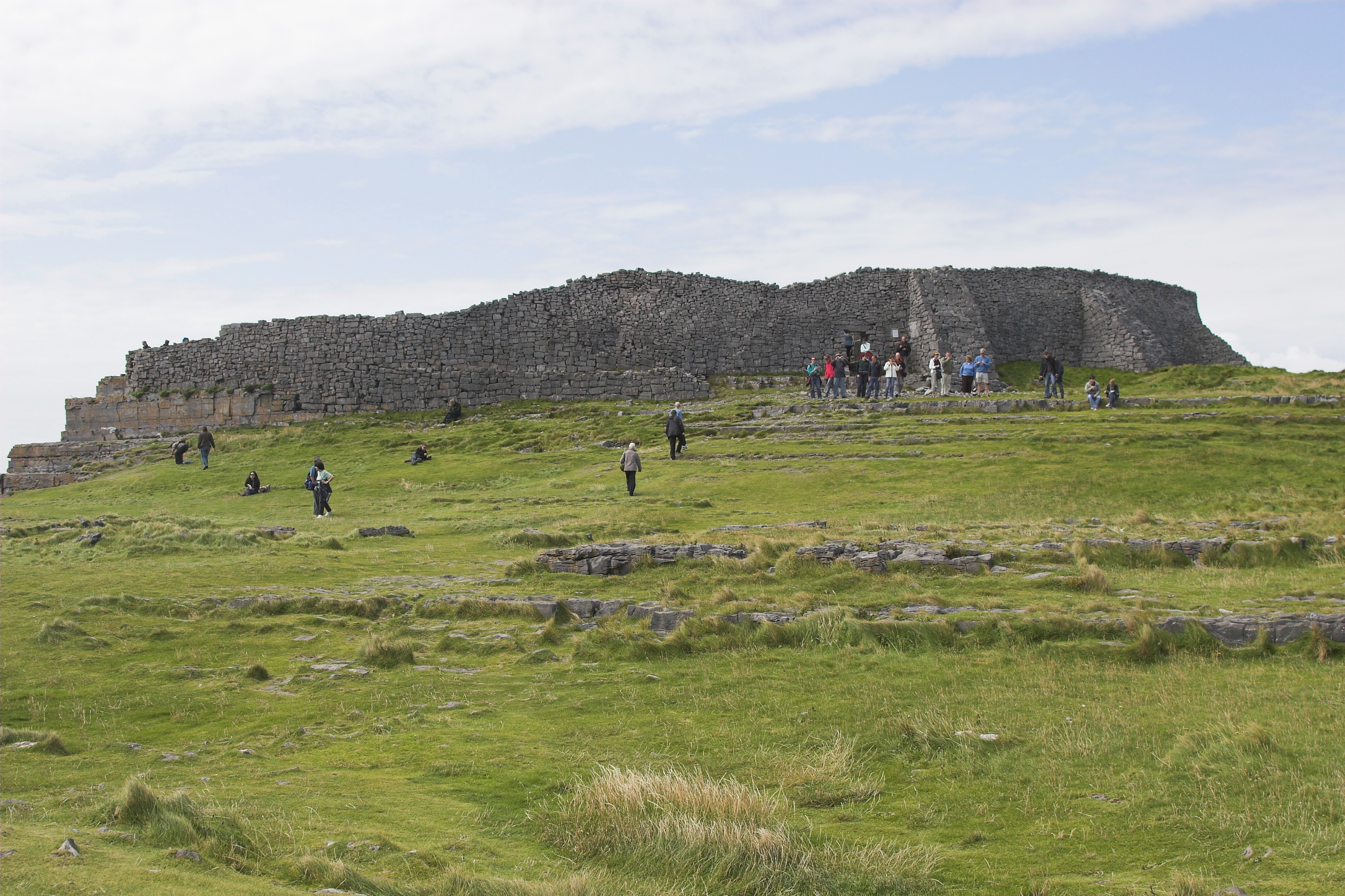
Vue du fort.
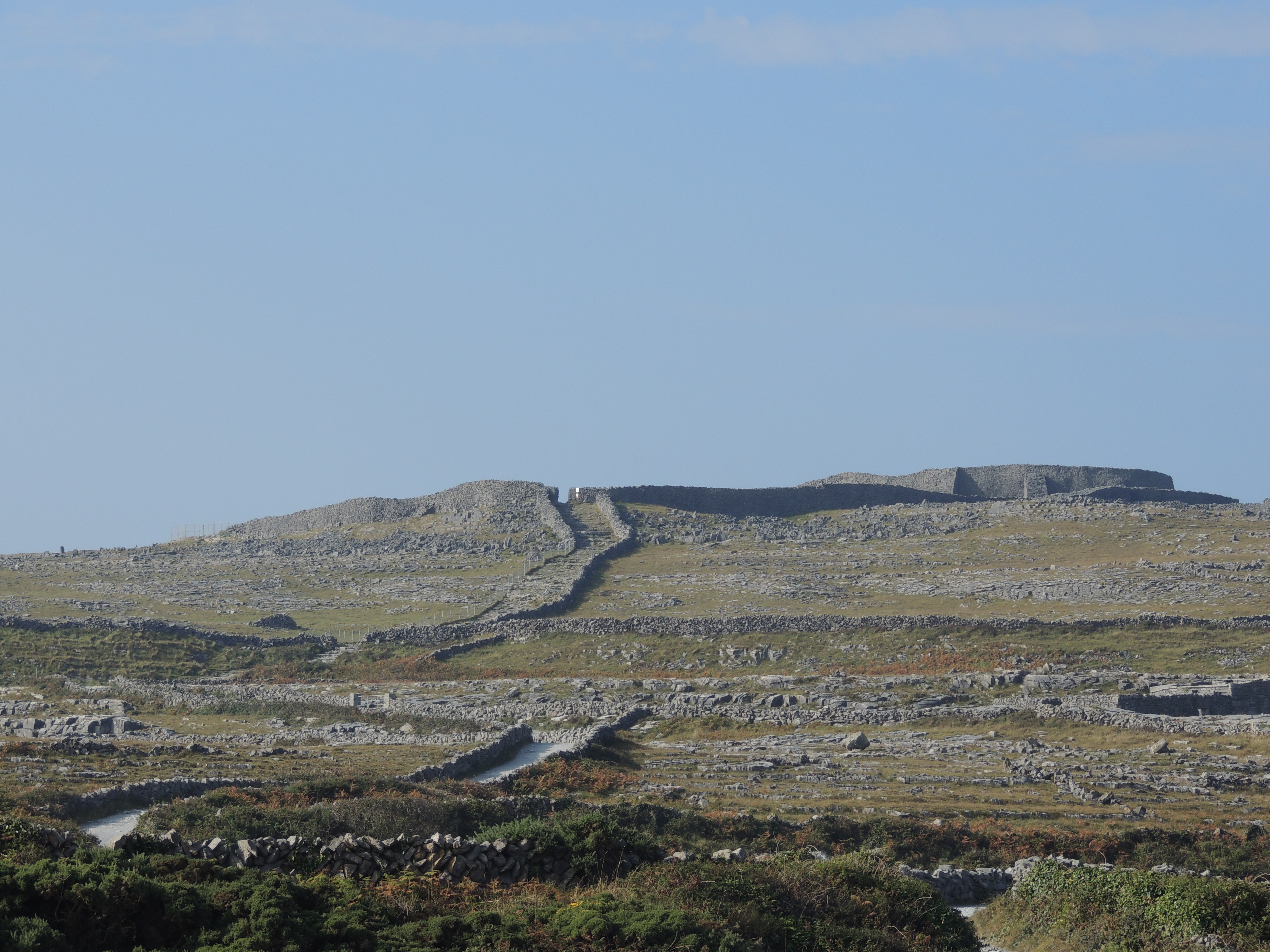
Vue du fort.
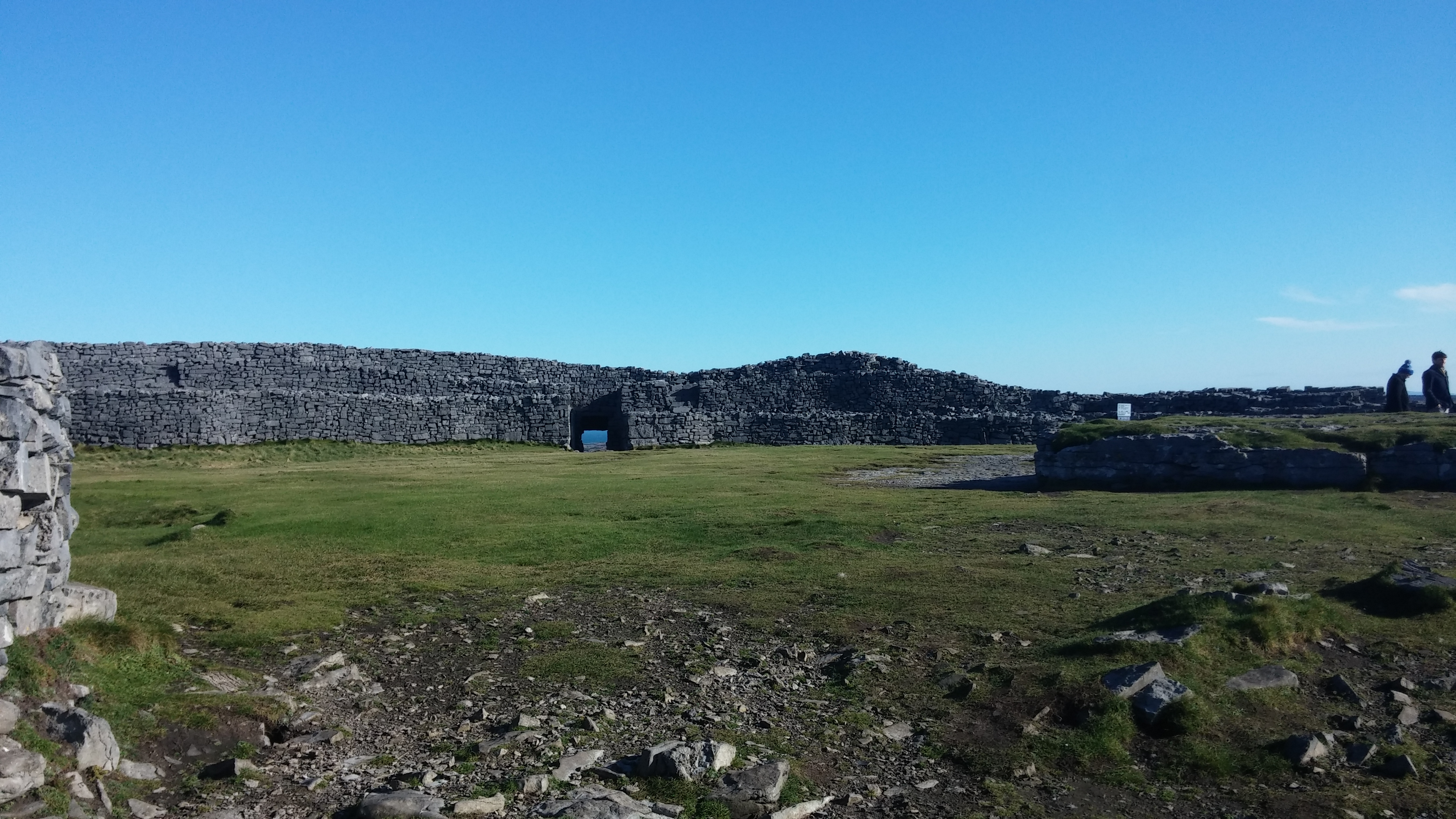
Vue intérieure du fort.

## Sites proches
Dún Dúchatair (Black Fort), Dún Eoghanachta (le fort des Eóganachta), et Dún Eochla sont des sites préhistoriques similaires sur Inis Mór. Dún Chonchúir (le fort de Conchobar) se trouve sur l'île proche d'Inis Meáin.